# Bolax caurana
Bolax caurana är en skalbaggsart som beskrevs av Ohaus 1931. Bolax caurana ingår i släktet Bolax och familjen Rutelidae. Inga underarter finns listade.